# Ротенштейн, Уильям
Уильям Ротенштейн (англ. William Rothenstein; 29 января 1872, Брадфорд, Англия — 14 февраля 1945, Лондон, Англия) — британский художник, гравёр и искусствовед. Наиболее известен как военный художник в обеих мировых войнах и как художник-портретист. Более 200 его работ находятся в коллекции Национальной портретной галереи Лондона.

## Биография
Отец Уильяма, Мориц Ротенштейн, был еврейского происхождения, он эмигрировал из Германии в Англию в 1859 году и устроился на работу в Брэдфорде, где быстрыми темпами развивалась текстильная промышленность. Вскоре после этого он женился на Берте Дьюкс, дочери местного банкира, выходца из венгерских евреев. В семье было шестеро детей, из которых Уильям был пятым. Два его брата, Чарльз и Альберт, также были активно связаны с искусством. Чарльз, продолживший отцовскую торговлю шерстью, был крупным коллекционером и оставил всю свою коллекцию художественной галерее Манчестера в 1925 году. Альберт был художником, иллюстратором и дизайнером костюмов. С ним, из всех его братьев и сестер, Уильям был особенно близок.
Уильям Ротенштейн женился на актрисе Алисе Ньюстаб в 1899 году. У супругов было четверо детей: Джон, Бетти, Рейчел и Майкл. Джон позже получил известность как историк искусств и галерист (он был директором галереи Тейт с 1938 по 1964 годы). Майкл был талантливым гравёром.

## Творчество
Уильям учился в Брэдфордской гимназии, но его талант к изобразительному искусству убедил семью отправить его в 1888 году в Лондон, в школу искусств Слейда. Он проучился там год, его наставником был Альфонс Легро. Затем он уехал в Париж, где поступил в Академию Жюлиана. Ротенштейн оставался в Париже около трех лет, заводя контакты в среде европейских и американских художников. Совместно с Чарльзом Кондером он снимал студию на Монмартре. Несмотря на то что художник впоследствии уничтожил большую часть работ французского периода, несколько картин сохранились, из них выделяется «Утреннее прощание», выставляемая в Тейт. Она показывает сильное влияние на Ротенштейна изображений бедняков Пюви де Шаванна, которыми тот восхищался в Англии, а затем и в Париже. Альбомы его рисунков того времени свидетельствуют о небрежной, импрессионистской технике, от которой художник позже отказался в пользу более тяжелых, неразрывных линий.
В 1893 году он вернулся в Англию и работал над серией литографических, карандашных и мелковых портретов выдающихся людей. Некоторые из них были опубликованы в журнале «The Yellow Book», вся серия была издана Грантом Ричардсом под названием «Символы Оксфорда» в 1896 году. Художник также размещал свои работы в журнале «The Savoy», несмотря на сложные отношения с главным редактором Леонардом Смитерсом. Он публиковал критические статьи об искусстве в «The Studio» и в «The Saturday Review». В то же время он начал выставлять в Новом английском художественном клубе (НАХК) более крупные работы, такие как «The Coster Girls» (1894) и «Порфирия» (1894), в которых чувствовалось влияние Эдгара Дега и Джеймса Уистлера. Вдохновением во время 1890-х годов Ротенштейну служило творчество широкого круга художников, среди которых особенно выделяются Гойя (о котором он опубликовал первую английскую монографию в 1900 году), Рембрандт и Жан-Франсуа Милле.
С 1894 по 1899 годы Ротенштейн жил в Челси, где вращался в кругу художников и писателей, таких как Макс Бирбом, Лоуренс Биньон, Чарльз Рикеттс, Уолтер Сикерт и Оскар Уайльд (до ареста последнего в апреле 1895 года). Его парижские связи были особенно ценны в то время. В 1895 году Ротенштейн сыграл важную роль в организации визита Поля Верлена в Лондон. В ближайшие несколько лет он заботился о продвижении творчества Родена в Англии. В 1898 году, вместе Джоном Фотергилл, он стал одним из основателей Галереи Карфакс, там прошла первая в Англии сольная выставка Родена. В первые годы работы Карфакс там также выставлялись Бирбом, Кондер, Рикеттс, Огастес Джон, Филип Уилсон Стэр и, посмертно, Обри Бёрдслей. Ротенштейн отошел от дел в галерее в 1901 году, после чего руководством перешло к Роберту Россу и Мору Эди. Галерея стала позже домом для всех трех выставок группы Кэмден Таун.

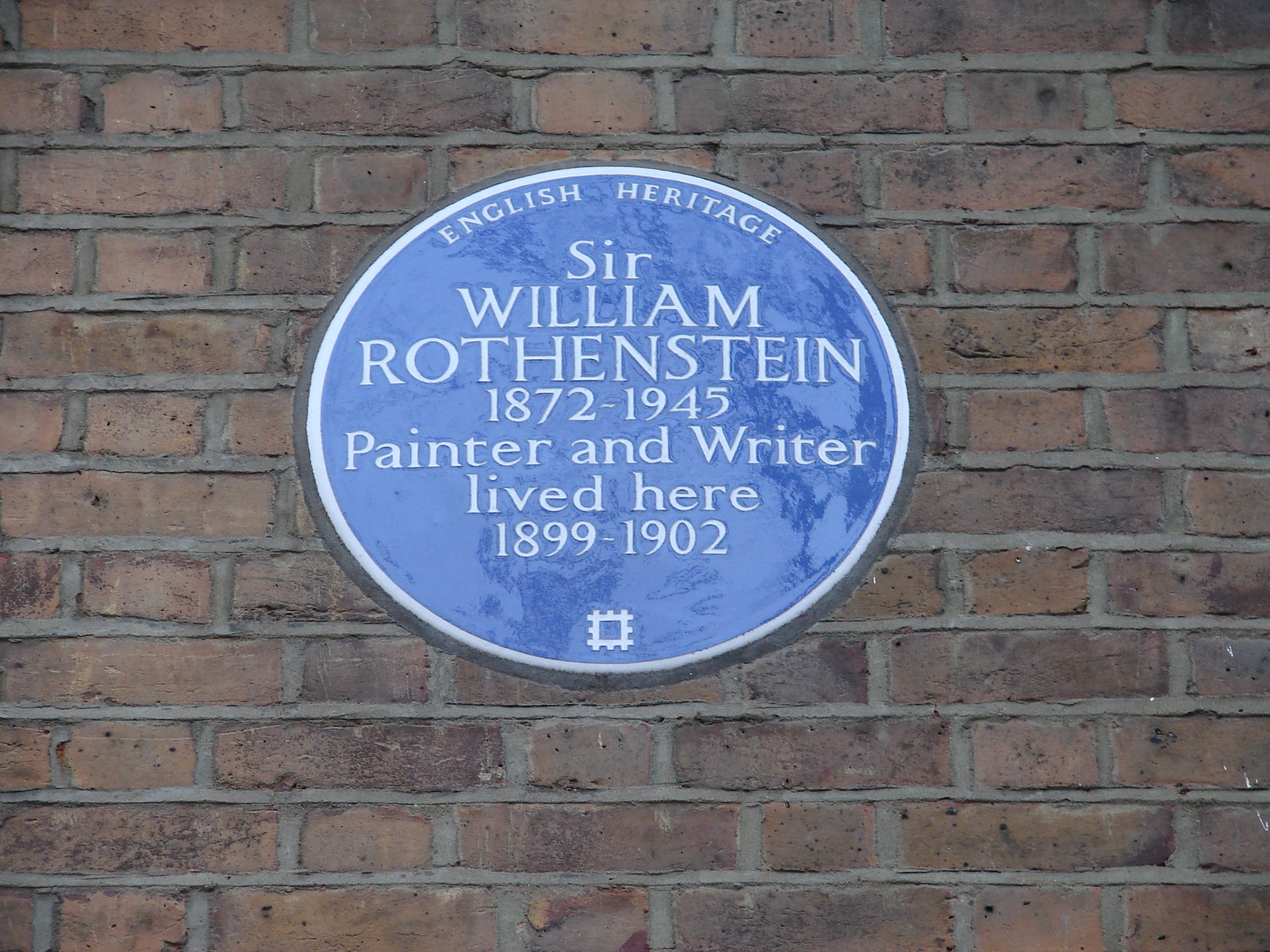
Мемориальная доска в Кенсингтоне, где Уильям Ротенштейн жил с 1989 по 1902 годы

Новый век привнес в творчество художника более серьезные темы. Он работал над серией картин изображающих еврейскую жизнь в лондонском Ист-Энде, некоторые из которых были включены во влиятельную выставку еврейского искусства и антиквариата в галерее Уайтчепел в 1906 году. Особенностью того периода также являются картины интерьеров в стиле жанровой живописи, множество из которых представляют членов его семьи, в частности его жену Алису, к примеру «The Browning Readers» (1900). На них заметно влияние голландской живописи, в особенности Вермеера и Рембрандта, они также похожи по стилю на работы его свояка Уильяма Орпена (мужа сестры Алисы, Грейс).
Между 1902 и 1912 годами художник с семьей жил в Хэмпстеде. Там в его круг общения входили Герберт Уэллс и Джозеф Конрад. Среди молодых художников посещавщих Ротенштейна в Хэмпстеде были Уиндем Льюис, Марк Гертлер и Пол Нэш. В 1910 году он совершил путешествие в Индию, искусство которой его всегда интересовало, а в 1912 встретился в Лондоне с индийским поэтом Рабиндранатом Тагором. Из-за поездки в Индию Ротенштейн пропустил споры вокруг выставки Мане и постимпрессионисты устраиваемой известным критиком Роджером Фраем. Его последующий отказ принять участие в во второй выставке послужил причиной разрыва между двумя мужчинами, и впоследствии Ротенштейн почувствовал себя оторванными от прогрессивных художественных кругов Великобритании.
Во время Первой мировой войны он работал официальным военным художником. Дважды отвергнув предложения членства в Королевской академии художеств, он продолжал выставляться с НАХК и связанных с ним обществ, хотя его переезд в Глостершир в 1912 году отразил его желание отдалиться от центральных событий мира искусства. В 1900-х Ротенштейн активизировал свою деятельность в качестве лектора. В конечном счете он получил назначение в Университете Шеффилда в 1917 году, а после войны стал директором Королевского колледжа искусств и оставался на посту до 1935 года. Хотя работы Ротенштейна имели успех и получали похвалу критиков, продажи оставались на низком уровне, и он продолжал карьеру при финансовой поддержке семьи.
В 1931 году художник был посвящён в рыцари. В 1938 году состоялась его выставка Пятьдесят лет живописи. В межвоенный период он большой частью писал портреты, а также сделал серию пейзажей Глостершира. Несмотря на болезнь, он вновь предложил свои услуги в качестве военного художника во время Второй мировой войны. Уильям Ротенштейн умер незадолго до окончания войны, в феврале 1945 года. Мемориальная выставка прошла в галерее Тейт в 1950 году, а столетняя ретроспектива в его родном Брэдфорде в 1972 году.

## Галерея

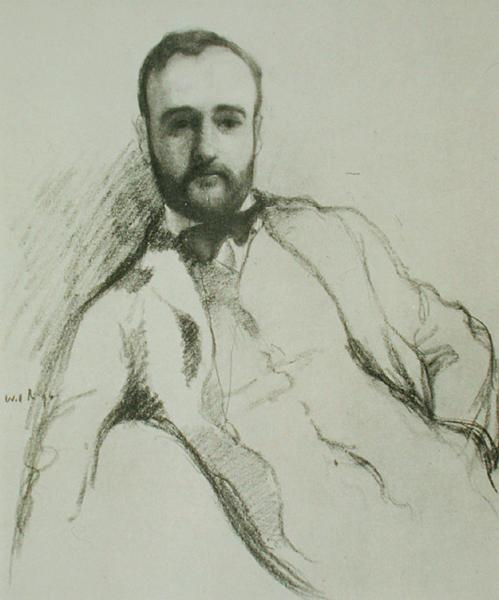
Портрет Джона Дэвидсона, 1895
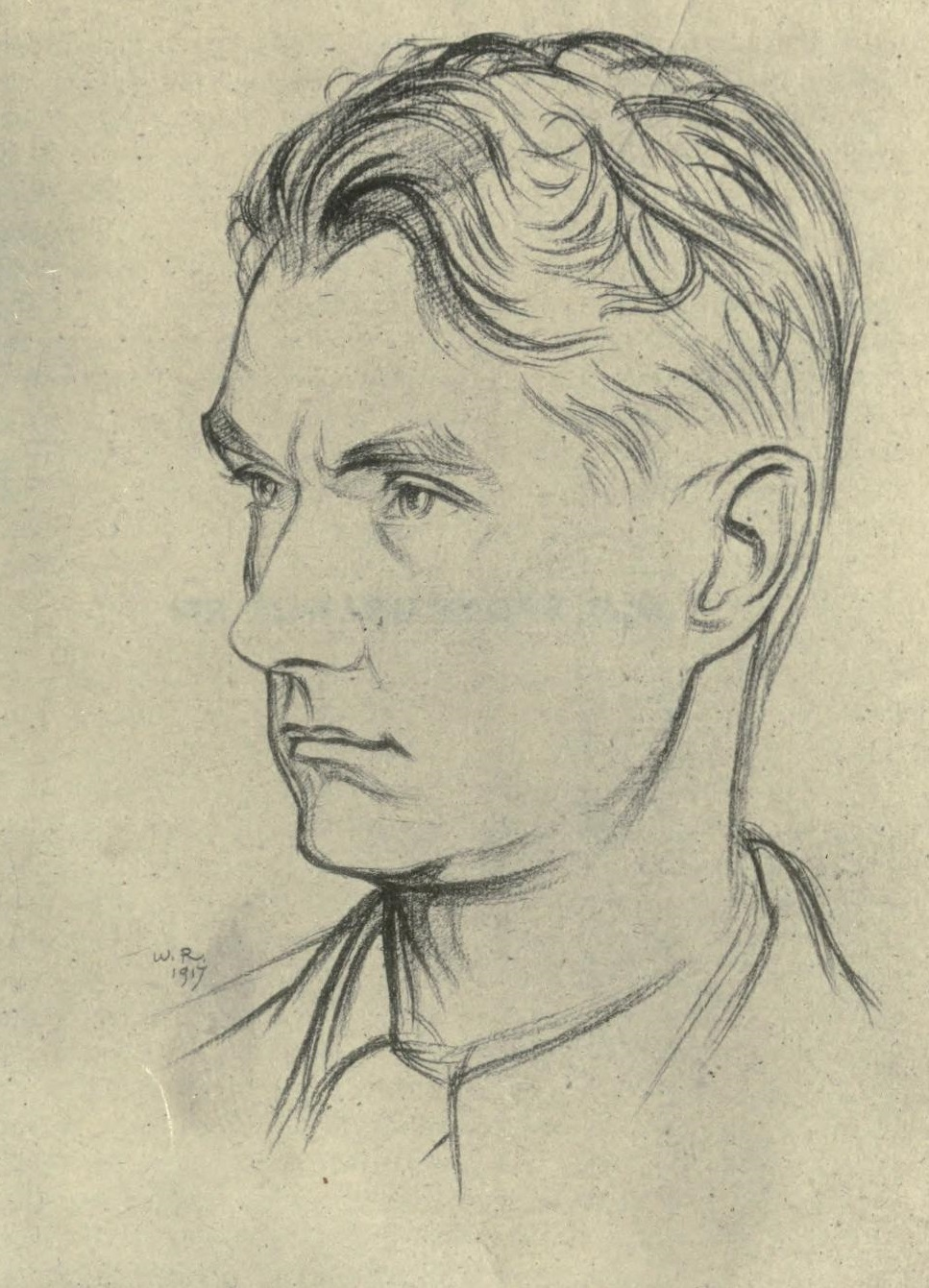
Портрет Джона Дринкуотера, 1914
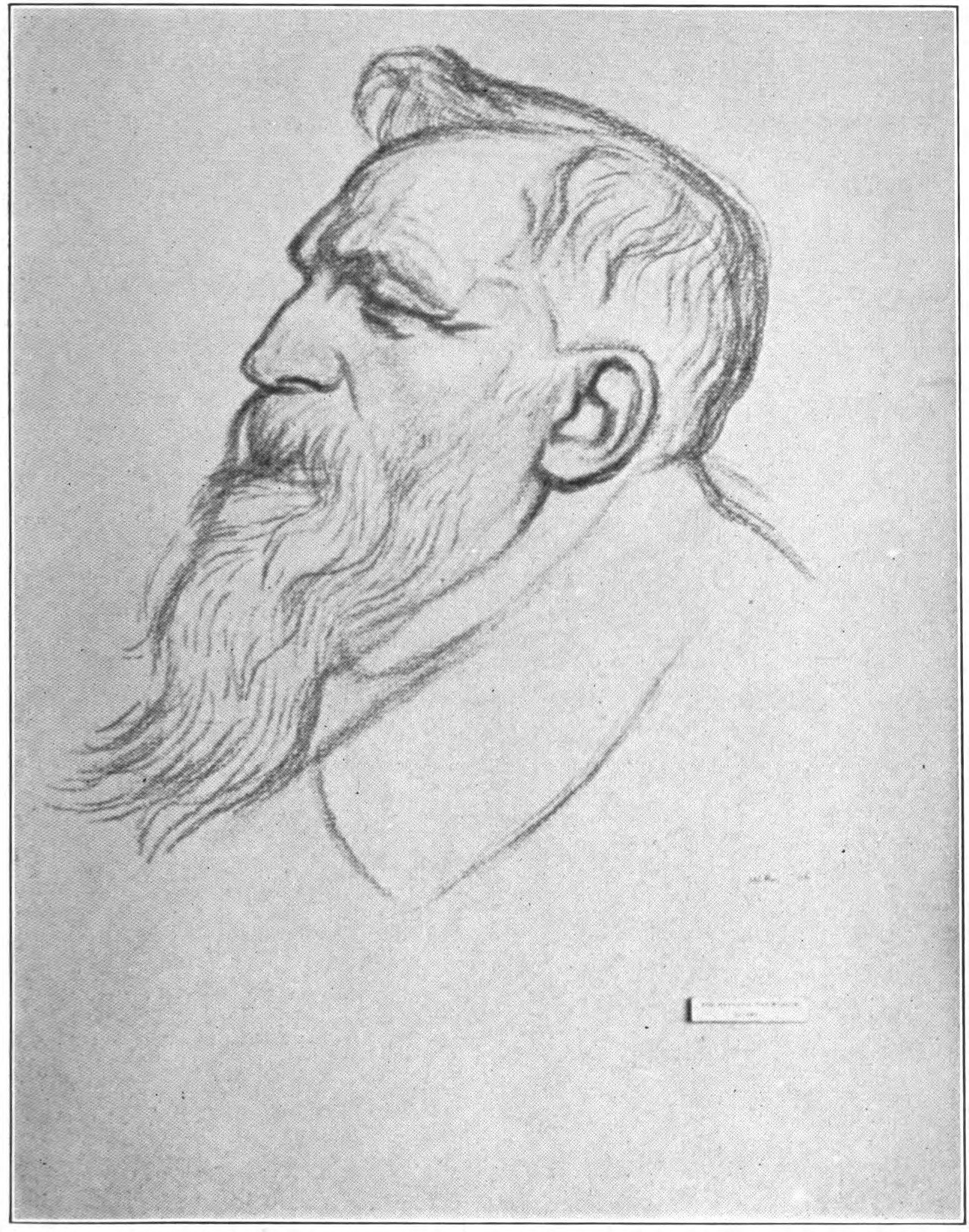
Портрет Огюста Родена, до 1916
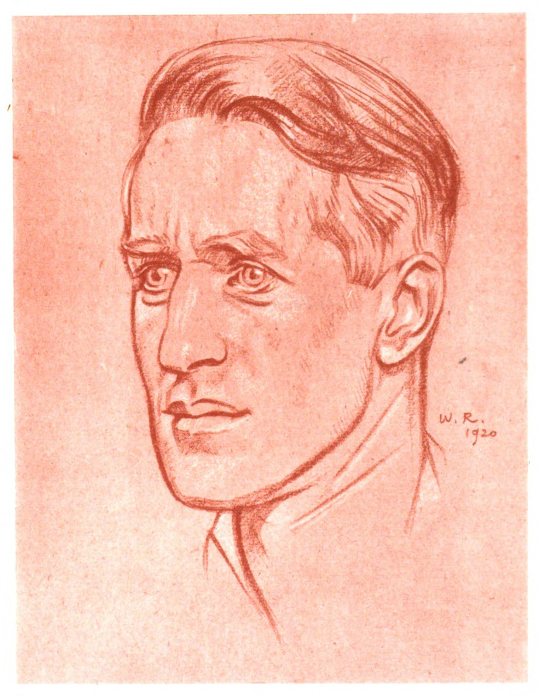
Портрет Т.Э. Лоуренса, 1920